# Abdias do Nascimento
Pour les articles homonymes, voir Nascimento.
Abdias do Nascimento (né le 18 mars 1914 à Franca, dans l'État de São Paulo, Brésil et mort le 23 mai 2011 à Rio de Janeiro) est un homme politique brésilien et un militant anti-racisme, écrivain, artiste peintre, acteur, faisant valoir ses origines africaines, ainsi que celles de plusieurs de ses compatriotes.

## Biographie
Abdias do Nascimento naît à Franca, dans l'État de São Paulo, au Brésil, en 1914, au sein d'une famille pauvre. À la fin des années 1920, il part s'installer à São Paulo. C'est là que, dans les années 1930, il s'engage dans la Frente negra brasileira (Front noir brésilien) et lutte contre la ségrégation raciale dans les établissements commerciaux.
Il prend part à la lutte contre le racisme au Brésil et organise en 1938 le Congresso Afro-Campineiro.
En 1944, il fonde le Teatro experimental do Negro (Théâtre expérimental du Noir), entité qui sera à la tête de la Convenção nacional negra (Convention nationale noire) de 1945. Cette Convenção impose à l'assemblée nationale constituante du Brésil que soient mises en place des politiques publiques en faveur des populations afro-brésiliennes dans un pays où la ségrégation politique envers les noirs est très forte.
La Convenção impose également que la discrimination raciale soit définie officiellement comme un crime de lèse-patrie.
À la tête du Teatro experimental do negro, Abdias organise le premier congrès afro-brésilien, en 1950. D'abord militant du PTB (Parti travailliste brésilien), il intègre, dès le coup d'État militaire de 1964, le PDT (Parti démocratique travailliste), où il mettra en place le secrétariat au Mouvement noir en 1981. Menacé par la dictature militaire, il quitte le Brésil en 1968 et enseignera notamment au Nigeria.
En tant que premier député fédéral afro-brésilien, entre 1983 et 1987, il s'attache à réduire les inégalités entre blancs et noirs dans la société brésilienne.
Le gouverneur Leonel Brizola le nomme Secrétaire de la défense et de la promotion des populations afro-brésiliennes dans l'État de Rio de Janeiro entre 1991 et 1994.
En 1999, il est nommé le premier titulaire du secrétariat attaché à la citoyenneté et aux droits de l'homme.
Abdias do Nascimento est l'auteur de nombreux ouvrages, notamment sur les héritages de la culture traditionnelle africaine dans la culture afro-brésilienne. Il est considéré comme l'icône de la lutte pour la reconnaissance et la libération de la communauté noire au Brésil. Son œuvre littéraire la plus connue, Sortilegio : Misterio negro (1951) est une pièce de théâtre brutale dans laquelle il donne la parole à des personnages victimes de discrimination raciale, dans un style inspiré des musiques et religions afro-brésiliennes tel le candomblé. Abdias publie en outre des poèmes d'inspiration orale (Orikis) et est également peintre : il expose ses peintures dans plusieurs galeries.
Abdias do Nascimento est également un des représentants du panafricanisme, au même titre que Marcus Garvey, Malcom X ou Cheikh Anta Diop.
Il meurt à 97 ans, le 23 mai 2011 à Rio de Janeiro.

## Vie privée
Il s'est marié quatre fois. Sa troisième épouse est l'actrice Léa Garcia, avec qui il a deux enfants, et la dernière est  Elizabeth Larkin, avec qui il a un fils.

## Œuvres
- Africans in Brazil : a Pan-African perspective (1997)
- Orixás : os deuses vivos da Africa (Orishas: the living gods of Africa in Brazil) (1995)
- Race and ethnicity in Latin America - African culture in Brazilian art (1994)
- Brazil, mixture or massacre ? essays in the genocide of a Black people (1989)
- Sortilege (black mystery) (1978)
- Racial Democracy in Brazil, Myth or Reality?: A Dossier of Brazilian Racism (1977)

## Filmographie
- Cinema de Preto (2005)
- Cinco Vezes Favela (1962)
- Terra da Perdição (1962)
- O Homem do Sputnik (1959)